# Ugo Sposetti
Ugo Sposetti (Tolentino, 21 gennaio 1947) è un politico italiano.
È stato presidente della Provincia di Viterbo dal 5 maggio 1978 al 6 giugno 1983, sindaco di Bassano in Teverina dal 24 aprile 1995 al 14 giugno 2004, deputato alla Camera dal 2006 al 2013 e senatore della Repubblica dal 2013 al 2018, dopo esserlo stato dal 1987 al 1994.

## Biografia
Nato a Tolentino (Macerata), da una famiglia di mezzadri, inizia a lavorare come ferroviere nel 1969. Iscrittosi al Partito Comunista Italiano (PCI) nel 1968, dov'è stato attivo nella sezione di Viterbo della Federazione Giovanile Comunista Italiana, l'organizzazione giovanile del partito, viene eletto segretario della federazione di Viterbo del PCI nel 1976, carica che mantenne fino al 1978, anno in cui venne eletto presidente della Provincia di Viterbo. Terminata l'amministrazione nel 1983 diventa assessore e vicepresidente della Provincia di Viterbo nella giunta provinciale presieduta da Carlo Carrubba (1983-1987).
Alle elezioni politiche del 1987 viene candidato al Senato della Repubblica, tra le liste del PCI, risultando eletto per la prima volta senatore. Nella X legislatura della Repubblica è stato segretario provvisorio dell'ufficio di presidenza del Senato, membro della 5ª Commissione Bilancio e della Commissione per la vigilanza sull'amministrazione del debito pubblico, oltre a far parte del comitato direttivo del gruppo parlamentare del PCI a Palazzo Madama e ricoprendo l'incarico di segretario.
Aderisce alla svolta della Bolognina di Achille Occhetto dal PCI al Partito Democratico della Sinistra (PDS), con cui alle politiche del 1992 viene confermato senatore nella XI Legislatura, che durò fino al 1994.
Alle elezioni comunali nel Lazio del 1995 si candida a sindaco di Bassano in Teverina, vincendole e per poi essere riconfermato nella successiva amministrazione fino al 2004. Dal 1996 al 2001 ha fatto parte della segreteria tecnica del Ministro delle finanze Vincenzo Visco prima e Ottaviano Del Turco poi. Con la nascita del Governo Berlusconi II ha dovuto lasciare l'incarico.
Nel 1998 aderisce alla svolta di Massimo D'Alema dal post-comunista PDS ai Democratici di Sinistra (DS), con cui nel 2001, con l'elezione di Piero Fassino a segretario dei DS, diventa tesoriere del partito. Dal 2004 è co-tesoriere della lista elettorale Uniti nell'Ulivo e dal 2005 lo è della coalizione di centro-sinistra L'Unione. Da tesoriere dei DS si dichiarò pubblicamente favorevole al ripristino del finanziamento pubblico ai partiti, sostenendo che la negazione di risorse finanziarie ai partiti equivalga a colpire la democrazia e la libertà dei partiti stessi di poter fare politica.
Alle elezioni politiche del 2006 è stato candidato alla Camera dei deputati, tra le liste de L'Ulivo (che univa principalmente i DS con La Margherita) nella circoscrizione Lazio 2 in quarta posizione, venendo eletto deputato. Nella XV legislatura è stato membro della 6ª Commissione Finanze.
Nel 2007 aderisce allo scioglimento dei DS, sancito dal congresso di quell'anno, e la sua confluenza nel Partito Democratico (PD), con cui alle elezioni politiche anticipate del 2008 viene ricandidato alla Camera, tra le sue liste nella medesima circoscrizione in terza posizione, risultando confermato a Montecitorio. Nella XVI legislatura della Repubblica ha fatto parte della 6ª Commissione Finanze.
Alle elezioni amministrative del 2008 viene candidato a sindaco di Viterbo, sostenuto dal PD e dalla lista civica "Lista Civica Sposetti Sindaco", ottenendo il 33,48% dei voti e accedendo al ballottaggio con il candidato del centro-destra Giulio Marini (49,14%), ma venendo sconfitto con il 38% dei voti contro il 61,95% di Marini.
Nel 2011 presenta una proposta di legge volta a raddoppiare i rimborsi elettorali ai partiti, ma la proposta viene disconosciuta dal suo stesso partito.
Alle elezioni politiche del 2013 viene candidato al Senato, tra le liste del PD nella circoscrizione Lazio in nona posizione, venendo eletto senatore. Nella XVII legislatura è stato componente della 5ª Commissione Bilancio, della Commissione parlamentare di vigilanza sull'anagrafe tributaria e della Commissioni parlamentare d'inchiesta sul rapimento e morte di Aldo Moro.
Alle elezioni primarie del PD del 2023 sostiene la mozione della deputata Elly Schlein, coerentemente con quanto auspicato nel 2021 di una candidatura giovane e femminile, che risulterà vincente con il 53,75% dei voti.

## Controversie

### Scandalo Unipol-BNL
Nel 2005 finisce al centro di aspre polemiche per il caso Consorte Unipol-BNL, con il giornalista Gad Lerner che ne chiese le dimissioni, affermando che «non poteva non conoscere le fantasmagoriche plusvalenze di Consorte» e che, in qualità di tesoriere nazionale dei Democratici di Sinistra, non poteva non sapere degli intercorsi tra il suo partito e Consorte.

### Uno dei 101 franchi tiratori del PD
Sandra Zampa, giornalista e parlamentare del PD, nella sua monografia "I tre giorni che sconvolsero il PD", dove approfondisce cos'è successo durante l'elezione del Presidente della Repubblica del 2013, indica Sposetti come uno fra i tanti franchi tiratori nelle file del PD che hanno fatto mancare il sostegno alla candidatura di Romano Prodi al Quirinale, contribuendone al relativo fallimento, per via della sua amicizia di lunga data con Massimo D'Alema (uno dei principali artefici della bocciatura), con tanto di «telefonate per sollecitare un no a Prodi».